# 宝甸乡
宝甸乡，是中华人民共和国吉林省松原市前郭尔罗斯蒙古族自治县下辖的一个乡镇级行政单位。

## 行政区划
宝甸乡下辖以下地区：
孤店村、曲家围子村、聚宝山村、二道梁子村、西罗家围子村、菲菜坨子村、靠勺山村、青山村和长立村。